# 가자 마다 대학교
가자 마다 대학교(인도네시아어: Universitas Gadjah Mada)는 줄여서 UGM로 알려진 인도네시아 욕야카르타에 있는 대학교이다. 인도네시아에서 가장 오래된 대학이자 가장 큰 대학인 동시에 인도네시아 민족대학교이다. 1946년 3월 13일에 첫 강의를 시작했으나, 공식적인 개교일은 1949년 12월 19일이다. 대학교의 이름은 마자파힛 왕조의 재상이었던 가자 마다에서 따온 것이다.
60,000여명의 학생 및 1,200여명의 외국인학생 그리고 2,500여명의 교수진이 있는 가자 마다 대학교의 본교는 욕야카르타에 있다. 18개의 학부와 27개의 연구센터, 23개의 준학사과정, 68개의 학사과정, 104개의 석사과정 및 43개의 박사과정이 있다. 가자 마다 대학교는 인도네시아 내 최고의 대학교로서 인도네시아 대학교, 반둥 공과대학교 등과 함께 가장 높은 평가를 받고 있다.

## 역사
설립 당시에는 의·치의·약학부, 법학·사회정치과학부, 공학부, 인문학·교육학·철학부, 농학부, 수의학부의 6개 학부가 있었다. 1952년부터 1972년 사이에 약학부가 두 개의 학부로 분리되었고, 수라바야에 법학·사회정치과학부 캠퍼스가 세워졌고, 교육학부가 IKIP 욕야카르타(현재 느그리욕야카르타 대학교)에 통합되었다.
초기에는 욕야카르타의 왕궁 건물을 사용했으나, 욕야카르타 북부의 불라크수무르에 캠퍼스를 만들었다.

## 학부

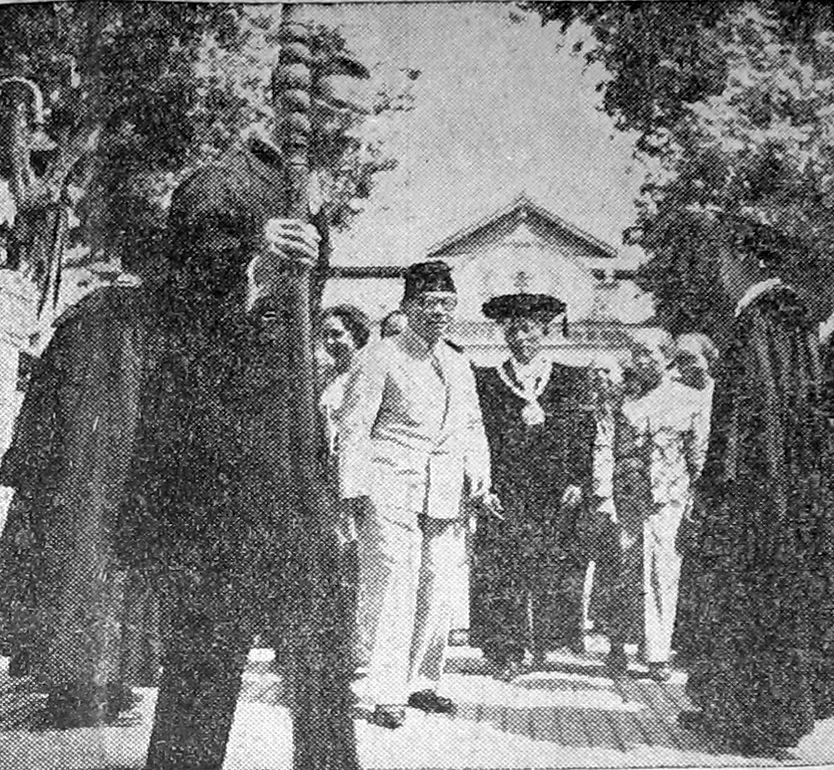
1951년의 모습

- 인문학부
- 생물학부
- 경영·경제학부
- 약학부
- 철학부
- 지리학부
- 법학부
- 사회정치과학부
- 의학부
- 치의학부
- 수의학부
- 산림학부
- 수학·과학부
- 농학부
- 해양생태학부
- 축산학부
- 공학부
- 농학과학부
- 심리학부
- 직업학교
- 가자 마다 대학교 대학원

### 경영대학
1988년 기업 실무를 위해서 설립되었다. 미국의 켄터키 대학교, 템플 대학교와 협력하고 있다.

### 의과대학
가자 마다 대학교 의과대학은 1946년 3월 5일 설립되어 인도네시아에서 가장 오래된 의학대학 중 하나로 손꼽힌다. 2006년 THES 세계 대학 랭킹에서 생체 임상 의학 부문 72위를 기록했다.

## 통계
2015년 QS 세계 대학 순위에서 세계 551–600위권을 기록했고, 2013년 4ICU에 따르면 아시아 대학교 중에서 26위를 기록했다. 2012년 웨보메트릭스에서 인도네시아 대학교 중에서 1위를 기록했다..

## 주요 동문
정계에는 인도네시아의 제7대 대통령을 지낸 조코 위도도와 인도네시아의 제11대 부통령을 지낸 부디오노, 욕야카르타 술탄국의 제10대 술탄 하멩쿠부워노 10세, 교육부 장관 야햐 무하이민, 국가기획부 장관 프라틱노, 외교부 장관 레트노 레스타리 프리안사리 마르수디, 교육부 장관 자자 무하이민, 건강부 장관 시티 파딜라 수파리, 법무부 장관 압둘 라만 살레, 발리섬 주지사 데와 마데 베라타, 자와틍아 주 주지사 간자르 프라노워, 무하마디야 지도자 아민 라이스 등이 있다. 재계에는 인도네시아 은행 총재 부르하누딘 압둘라와 부총재 할림 알람샤, 가루다 인도네시아 항공 부사장 파이크 파미 등이 있으며 예술계에는 인도네시아의 시인이자 희곡 작가, 운동가인 윌리브로르두스 S. 렌드라 등이 있다.

## 같이 보기
- 욕야카르타 원칙